# Hugo Pérez La Salvia
Hugo Pérez La Salvia (Caracas, 14 de abril de 1922 - Caracas, 11 de diciembre de 2006) fue un ingeniero, consultor, investigador y profesor universitario venezolano, que además ejerció varios cargos en la administración pública de su país. 

## Vida
Recibió el título de doctor en Ingeniería Civil de la Universidad Central de Venezuela en 1944 y el de magíster en Ingeniería Sanitaria y Civil del Instituto Tecnológico de Massachusetts (MIT), en Estados Unidos en 1945. Regresa a Venezuela para dedicarse al estudio de la mecánica de suelos, realizando destacados aportes en temas como la correlación de índices del suelo con la resistencia al corte y permeabilidad y resistencia al corte de gravas arcillosas, llegando a publicar en 1961 el libro "El subsuelo de Caracas: datos de exploración", que constituyó una de las más completas compilaciones de los sondeos exploratorios del subsuelo del valle de la ciudad de Caracas.
Fue docente de la asignatura de Mecánica de Suelos en las escuelas de Ingeniería Civil de las universidades Católica Andrés Bello (1955-1956) y Central de Venezuela (1960-1967), ambas en Caracas. Entre 1964 y 1966 ejerció de profesor visitante en el MIT, participando en un proyecto recogido en el libro titulado "A model study: settlement of footings on clay" (1966). Regresaría a dicha cátedra en 1980 hasta 1982.
En el ámbito de servicio público, ejerció cargos como director de Gabinete del Ministerio de Obras Públicas (1958-1959); vicepresidente de la Junta de Crédito para la Construcción de Viviendas Urbanas (1962-1963); director general del Ministerio de Fomento (1962-1963); ministro de Fomento (1963); ministro de Minas e Hidrocarburos (1969-1974); presidente de la Conferencia de la Organización de Países Exportadores de Petróleo (1970) y Director Principal de Petróleos de Venezuela (1982-1983). 
Durante su gestión al frente del Ministerio de Minas e Hidrocarburos se promulgaron las leyes de fijación unilateral de los valores de exportación del petróleo; de Bienes Afectos a Reversión en las Concesiones de Hidrocarburos; de Reserva al Estado de la Industria del Gas Natural y de Reserva al Estado del Mercado Interno de Hidrocarburos.
De esta manera se dieron los primeros pasos para la nacionalización de la industria de los hidrocarburos (1976) en términos beneficiosos para Venezuela y bajo condiciones de respeto a la seguridad júrídica de las empresas concesionarias nacionales e internacionales. Fue miembro fundador de la Sociedad Venezolana de Mecánica de Suelos y su presidente en el bienio 1977-1978 e individuo de número de la Academia Nacional de la Ingeniería y el Hábitat de Venezuela (Sillón XXVI).

## Obras publicadas
- El gobierno nacional y la política minera (1969)
- Situación del petróleo venezolano (1969)
- Los contratos de servicio; problema de carácter nacional (1969)
- Las bases mínimas para los contratos de servicio (1970)
- Un sano nacionalismo (1971)
- La política petrolera se fundamenta en el nacionalismo democrático (1973)
- La OPEP no es un organismo supranacional (1973)